# めざせHERO!
『めざせHERO!』（めざせヒーロー!）は、こだか和麻による日本の漫画作品。単行本は全2巻。新装版は全1巻。

## ストーリー
新米刑事となって、ひよどり署に配属された鹿島虎之助は、そこで出会った馬堀広大とコンビを組むこととなる。しかし、馬堀は本庁の相楽管理官とただならぬムードを醸し出していた。色々なホモがらみの事件を平然と受け止める先輩2人に戸惑いを隠せないトラだったが!?一方、その相楽に対して機動隊員の伸長が一目惚れ!難攻不落と思いつつも、見守っているとなんとなく2人の雰囲気が良くなって…!?この4人と、事件が折り重なって、刑事たちの恋は大きく燃えほとばしる。

## 登場人物
鹿島 虎之助（かしま とらのすけ）
ひよどり署刑事課の新米刑事で、暴走族・神戸破沙羅鬼（こうべばさらき）のマスコットだった。トラと呼ばれる。
馬堀 広大（まほり こうだい）
ひよどり署刑事課の係長。過去に警視庁の刑事だった。相良管理官と関係がある。大さんと呼ばれている。
相良 祐一（さがら ゆういち）
警視庁のお偉いさん。通称相良管理官。過去のある事件の関係者。
馬堀 伸長（まほり のぶなが）
警視庁警備部第五機動隊所属 中隊長。5年前まで妻がいた。元妻との間に息子が1人。現在は、元妻が息子を引き取っている。息子は15歳。ノブさんと呼ばれている。
河合 麻紀（かわい まき）
ひよどり署刑事課盗犯係。御手洗とは犬猿の仲。同じ課の片山とあることで賭事中。
片山（かたやま）
ひよどり署刑事課強行犯係。同じ課の河合とあることで賭事中。
土屋 源（つちや げん）
ひよどり署刑事課盗犯係長。馬堀兄弟と知り合い。1話において、いち早くコンビの名前から連想される単語に気付き、組み合わせについて呟く。
御手洗警視（みたらい）
警視庁の警視。口調がオネエ口調。馬堀広大のことがお気に入り。パパイヤという源氏名がある。河合には「パパイヤー」と叫びながら踊っているところを見られている。
相良のおっちゃん（さがらのおっちゃん）
相良祐一の父親。鹿島虎之助が族時代にお世話になり、刑事を目指す目標となった。相良祐一とはある事件のせいで、現在仲があまり良くない。